# Gangō-ji

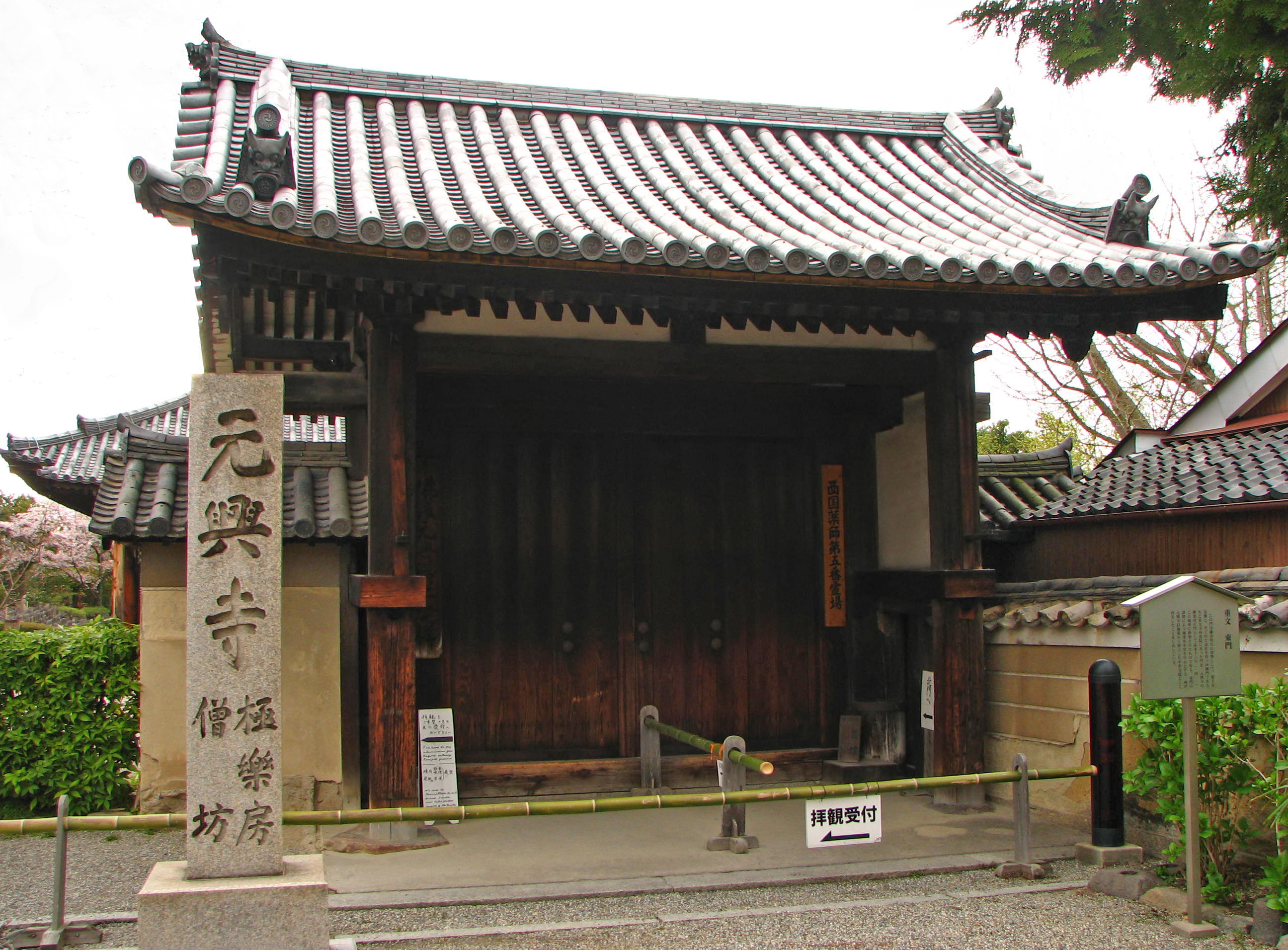
Puerta este de Gangō-ji.

Gangō-ji (元興寺?) es un antiguo templo budista, que una vez fue uno de los poderosos Nanto Shichi Daiji, en Nara, Japón.

## Historia
El templo fue fundado por Soga no Umako en Asuka, como Asuka-dera. Posteriormente fue trasladado a Nara en el año 718, después del traslado de la capital a Heijō-kyō.
Gangō-ji inicialmente mantuvo siete salas y pagodas dentro del terreno de su complejo, que ocupaba un área amplia en lo que hoy es Naramachi, el distrito preservado de la moderna ciudad de Nara. La mayor parte de la arquitectura original, sin embargo, se perdió con el tiempo y sobre todo en los incendios durante los siglos XV y XIX (período Muromachi y Edo, respectivamente).

## Arquitectura
La parte mejor conservada del templo se conoce como Gangō-ji Gokurakubō (元興寺極楽坊) y pertenece a la escuela Shingon-risshū. Este sitio es parte de un grupo de templos, santuarios y otros lugares en Nara que la Unesco ha designado como Patrimonio de la Humanidad con el nombre de Monumentos históricos de la antigua Nara,  y contiene tres tesoros del patrimonio nacional japonés:
- el Hondō (本堂, sala principal), o el Gokurakubō (極楽坊), que es una de las pocas estructuras bien conservadas del templo,
- la habitación Zen,
- la miniatura de la pagoda de cinco pisos (5,5 metros de altura).

La mayor parte del complejo destruido se ha ido desvaneciendo dentro de Naramachi en el curso del tiempo. Otra pequeña parte del templo sigue siendo hoy en día como lo fue el otro Gangō-ji, una escuela Kegon, pero con pocos restos que lo recuerden en términos de arquitectura.